# Vannage (géomorphologie)
Pour les articles homonymes, voir Vannage.
En géomorphologie, le vannage est l'érosion des particules fines d'un sédiment meuble sous l'action de l'eau ou du vent, dans ce dernier cas, on parle de déflation. Le vannage aboutit à un tri granulométrique du sédiment, plus ou moins efficace.